# Axel Rogö
Lars Axel Fredrik Rogö, född den 10 april 2007, är en svensk friidrottare (stavhopp). Rogö tävlar för IFK Göteborg. Rogö har tagit ett flertal SM-medaljörer varav några guld på ungdoms- och juniornivån. På seniornivå tog han 2024 brons i stavhopp både inomhus och utomhus. Vid junior-EM i Tammerfors 2025 tog han guld i samma gren.